# Erebia mcdunnoughi
Erebia mcdunnoughi är en fjärilsart som beskrevs av Dos Passos 1940. Erebia mcdunnoughi ingår i släktet Erebia och familjen praktfjärilar. Inga underarter finns listade i Catalogue of Life.